# Olšovice
Olšovice település Csehországban, a Prachaticei járásban. Olšovice Malovice, Mahouš, Sedlec, Hlavatce és Netolice településekkel határos. Lakosainak száma 60 fő (2024. január 1.).

## Népesség
A település lakosságának változását az alábbi diagram mutatja:
| Lakosok száma | 187  | 181  | 195  | 115  | 87   | 39   | 62   | 60   | 55   | 60   |
|               | 1869 | 1890 | 1921 | 1950 | 1980 | 2001 | 2017 | 2019 | 2022 | 2024 |